# Danil Gavrilovič Barčenkov
Danil Gavrilovič Barčenkov, (rusko Даниил Гаврилович Барченков) sovjetski letalski častnik, vojaški pilot in letalski as, * 17. december 1917, Ploskoje, † 30. maj 1953. 
Barčenkov je v svoji vojaški karieri dosegel 21 samostojnih zračnih zmag.

## Življenjepis
Leta 1940 je končal Odeško vojnoletalsko akademijo, nakar je postal pripadnik 894. lovskega letalskega polka
S Jak-1 in Jak-9 je opravil 286 bojnih poletov in bil udeležen v 59 zračnih spopadih.

## Odlikovanja
- heroj Sovjetske zveze  (29. junij 1945)
- red Lenina
- 3x red rdeče zastave
- red Aleksandra Nevskega
- red rdeče zvezde